# Nižněkamská vodní elektrárna
Nižněkamská vodní elektrárna (rusky Нижнекамская ГЭС) je vodní dílo na řece Kama. Je součástí Volžsko-kamské kaskády.

## Všeobecné informace
Dílo bylo vybudováno v letech 1963 až 1990.
Řeka je zadržena hrází o celkové délce 2 976 m a výšce 30 m. Betonová přelivá část o šířce 50 m obsahuje 4 přelivové pole. Budova elektrárny o délce 420 m obsahuje 16 bloků s Kaplanovými turbínami o hltnosti 725 m³/s. Celkový stanovený výkon elektrárny je 1 205 MW.
Součástí díla je jednokomorový dvoucestný jednostupňový zdymadlový systém.
Dlouhodobá průměrná roční výroba je 1 280 milionů kWh.

## Historie vodního díla
Doba výstavby je identická s dobou výstavby Čeboksarské vodní elektrárny na Volze a z toho vyplývají i podobnosti režimového vývoje obou děl. K naplnění obou nádrží mělo dojít již v době, kdy politické změny ve vývoji Sovětského svazu umožnily blokování dosažení projektované kóty. Obě elektrárny tak pracují při nižším spádu a nižší účinnosti. Nadmořské výšky obou optimálních hladin na Volze i na Kamě v samostatných údolích činí 68 m. Osud obou vodních děl tak závisí na výsledku souboje mezi ekonomikou a ekologií.

## Současnost
Nižněkamská vodní elektrárna je spolu s Čeboksarskou elektrárnou společným modelovým prostorem soudobého souboje hydroenergetiky a jejích odpůrců. V roce 2019 není o problému z roku 1990 stále rozhodnuto.